# Jorik Hendrickx
Jorik Hendrickx (* 18. Mai 1992 in Turnhout, Flandern) ist ein ehemaliger belgischer Eiskunstläufer, der im Einzellauf startete, und Eiskunstlauftrainer.

## Karriere
Hendrickx wurde 2010 in Abwesenheit seines zehn Jahre älteren Landsmanns Kevin van der Perren belgischer Meister. Daraufhin debütierte er bei Europameisterschaften und belegte den 20. Platz. Ein Jahr später debütierte er auch bei Weltmeisterschaften und erreichte den 19. Platz.
Bei der Europameisterschaft 2012 schaffte Hendrickx es als Neunter erstmals unter die besten Zehn bei Europameisterschaften.
Bei der Weltmeisterschaft 2016 erreichte Hendrickx mit dem 16. Platz sein bislang bestes Ergebnis bei Weltmeisterschaften.
Die Europameisterschaft 2017 beendete Hendrickx auf dem vierten Platz und erreichte damit sein bislang bestes Ergebnis bei Europameisterschaften. Dabei stellte er persönliche Bestleistungen in beiden Segmenten sowie der Gesamtleistung (242,56 Punkte) auf.
Bei der Nebelhorn Trophy 2017 gewann er mit persönlicher Bestleistung die Goldmedaille. Er sicherte sich damit einen Startplatz für die Olympischen Winterspiele 2018, den er bei den Weltmeisterschaften 2017 verpasst hatte. Bei seinen zweiten Olympischen Spielen erreichte Hendrickx Platz 14.
Im August 2019 gab Hendrickx das Ende seiner Wettbewerbskarriere bekannt. Er arbeitet seitdem als Trainer und Choreograf. Er trainiert unter anderem seine Schwester Loena Hendrickx, Nikita Starostin und die niederländische Olympiateilnehmerin Lindsay van Zundert.

## Persönliches
Seine Schwester Loena Hendrickx ist ebenfalls Eiskunstläuferin und nahm wie er an den Olympischen Winterspielen 2018 teil. Im Februar 2018 outete sich Hendrickx als homosexuell.

## Ergebnisse
| Wettbewerb / Saison         | 2009/10 | 2010/11 | 2011/12 | 2012/13 | 2013/14 | 2014/15 | 2015/16 | 2016/17 | 2017/18 |
| --------------------------- | ------- | ------- | ------- | ------- | ------- | ------- | ------- | ------- | ------- |
| Olympische Winterspiele     |         |         |         |         | 16.     |         |         |         | 14.     |
| Weltmeisterschaften         |         | 19.     |         | 19.     | 17.     |         | 16.     | 21.     |         |
| Europameisterschaften       | 20.     | 16.     | 9.      |         | 9.      |         | 9.      | 4.      | 10.     |
| Skate Canada                |         |         |         |         |         |         |         |         | 5.      |
| Trophée de France           |         |         |         |         |         |         |         | 6.      |         |
| Skate America               |         |         |         |         |         | 12.     |         | 9.      |         |
| Nebelhorn Trophy            |         |         |         |         |         |         | 8.      | 2.      | 1.      |
| Juniorenweltmeisterschaften | 15.     | 13.     |         |         |         |         |         |         |         |
| Belgische Meisterschaften   | 1.      | 2.      | 2.      |         |         |         | 1.      | 1.      |         |